# Thalassodes subviridis
Thalassodes subviridis är en fjärilsart som beskrevs av W. Warren 1905. Thalassodes subviridis ingår i släktet Thalassodes och familjen mätare. Inga underarter finns listade i Catalogue of Life.